# John Lamers
John Lamers (Eindhoven, 28 juni 1942 – aldaar, 19 maart 2023) was een Nederlands zanger. Hij is vooral bekend van zijn hit "Ik bewonder jou".

## Biografie
In 1960 doet Lamers mee aan het Cabaret der Onbekenden en komt daar in contact met het Skyline Quartet. Ze besluiten samen verder te gaan als John Lamers with Cees & his Skyliners, waarin Lamers zanger en gitarist is. Cees Dingen was de originele gitarist van de Skyliners. Aanvankelijk spelen ze Engelstalige nummers, maar Peter Koelewijn haalt ze over om Nederlandstalig te gaan spelen. Dat levert ze hun eerste hit op. In het najaar van 1961 komt "Crazy love (Oh wat een nacht)" tot de 22e plaats in de hitlijsten. Oscar Remeeus was omstreeks 1960 zanger/gitarist van de Indorockgroep The Dynamites uit Eindhoven. Hij bezorgde Lamers - toen begeleid door Cees & his Skyliners - zijn eerste hit in 1961: het door Oscar gecomponeerde Crazy love.
The Dynamites is de originele vertolker van Crazy Love, dat ze in 1961 had opgenomen in de Phonogram Studio. De plaat werd niet uitgebracht, maar een jaar later wel door Lamers met Cees & his Skyliners op het CNR label.
Daarna volgt er nog een aantal singles in het Nederlands, Engels en twee in het Duits, maar ze weten niet meer in de hitparade te komen. In dezelfde periode nemen Cees & his Skyliners, zonder Lamers dus, ook twee instrumentale singles op.
In 1965 besluiten Lamers en Cees & his Skyliners uit elkaar te gaan. Lamers schakelt dan definitief over op Nederlandstalig repertoire. Daarmee weet hij samen met Wil van Weert drie keer een top 40-hit te scoren: in 1966 met "Ik bewonder jou", dat tot #13 kwam, en in 1968 met "Roosmarie" (#25) en "Costa Brava" (#17). In 1969 doet Lamers nog mee aan het Nationaal Songfestival, maar zijn bijdrage "Als een donderslag" eindigt met 0 punten gedeeld laatste. Tot en met 1972 neemt Lamers nog enkele singles op die geen van allen erg succesvol zijn. Daarna is het helemaal afgelopen met zijn zangcarrière wanneer hij tijdens een val van zijn fiets met zijn strottenhoofd op zijn stuur terechtkomt. Jaren later worden er nog wel heruitgaven van "Crazy love" en "Ik bewonder jou" uitgegeven, maar Lamers is dan al min of meer in de vergetelheid geraakt. Na zijn ongelukkige val is hij in de reclamewereld als copywriter gaan werken, waar hij het brengt tot accountexecutive.

## Discografie

### Singles
| Single met hitnotering(en) in oude hitlijsten | Datum van verschijnen | Datum van binnenkomst | Hoogste positie | Aantal maanden | Opmerkingen               | Bron                 |
| --------------------------------------------- | --------------------- | --------------------- | --------------- | -------------- | ------------------------- | -------------------- |
| "Crazy love (Oh wat een nacht)"               |                       | okt 1961              | 22              | 3M             | with Cees & his Skyliners | Muziek Expres Top 30 |

| Single met eventuele hitnotering(en) in de Nederlandse Top 40 | Datum van verschijnen | Datum van binnenkomst | Hoogste positie | Aantal weken | Opmerkingen |
| ------------------------------------------------------------- | --------------------- | --------------------- | --------------- | ------------ | ----------- |
| "Ik bewonder jou"                                             |                       | 1-10-1966             | 13              | 13           |             |
| "Roosmarie"                                                   |                       | 16-3-1968             | 25              | 9            |             |
| "Costa Brava"                                                 |                       | 17-8-1968             | 17              | 8            |             |
| "Puur, pure natuur"                                           |                       | 2-11-1968             | tip             |              |             |